# 嗚呼!センリュウ奥の院
嗚呼!センリュウ奥の院（ああ!せんりゅうおくのいん）はテレビ東京で単発的に放送されていたバラエティ番組・スペシャル。1回目は2005年5月3日の昼12:00から13:25に放送された。
視聴者からテーマにそって送られてきた面白い川柳を紹介し、司会者とパネラーが松竹梅で判断するという番組。

## 司会
- 三宅裕司

## ゲスト（アシスタント）
- 島崎和歌子

## 主なパネラー
- サンプラザ中野
- 島田珠代
- 原口あきまさ
- 伊集院光
- 根本はるみ
- 堀越のり
- 中島誠之助